# The Soul Extreme EP
「The Soul Extreme EP」（ザ・ソウル・エクストリーム・イーピー）は、日本の歌手、福原美穂のミニアルバム。
2011年5月11日リリース。

## 収録曲

### CD
1. O2 featuring AI
（作詞:MOMO"MOCHA"N. 作曲:SKYBEATS、JOVEEK MURPHY、DAISUKE SHIKATA）
関西テレビ・フジテレビ系「グータンヌーボ」テーマソング
2. STARLIGHT
（作詞:福原美穂　作曲:Jimmy Harry、JC Chasez）
映画「鬼神伝」（4/29公開）
3. NO PARKING
（作詞:福原美穂、mavie　作曲:A Watkins、P Wilson、T Ackerman）
4. Virtual Insanity
（作詞・作曲：）
ジャミロクワイの同名曲『Virtual Insanity』のカヴァー。
5. LATELY
（作詞・作曲：WONDER STEVIE）
スティービー・ワンダーの同名曲『VLATELY』のカヴァー。

### 初回限定盤のみ　DISC2
1. LOSE CONTROL
（作詞:福原美穂　作曲:福原美穂、2SOUL）
2. CHANGE
（作詞:福原美穂　作曲:福原美穂、2SOUL）
3. Regrets of Love
（作詞:福原美穂、Damon Sharpe、Drew Ryan Scott、Dapo Torimiro　作曲:福原美穂、Damon Sharpe、Drew Ryan Scott、Dapo Torimiro）
4. FORGET
（作詞・作曲：Jimmy Harry）
5. 雪の光
（作詞:福原美穂 作曲:福原美穂、山口寛雄）